# Badger, Iowa
Badger là một thành phố thuộc quận Webster, tiểu bang Iowa, Hoa Kỳ. Năm 2010, dân số của thành phố này là 561 người.

## Dân số
Dân số qua các năm:
- Năm 2000: 610 người.
- Năm 2010: 561 người.